# Traktat Loewenwolda

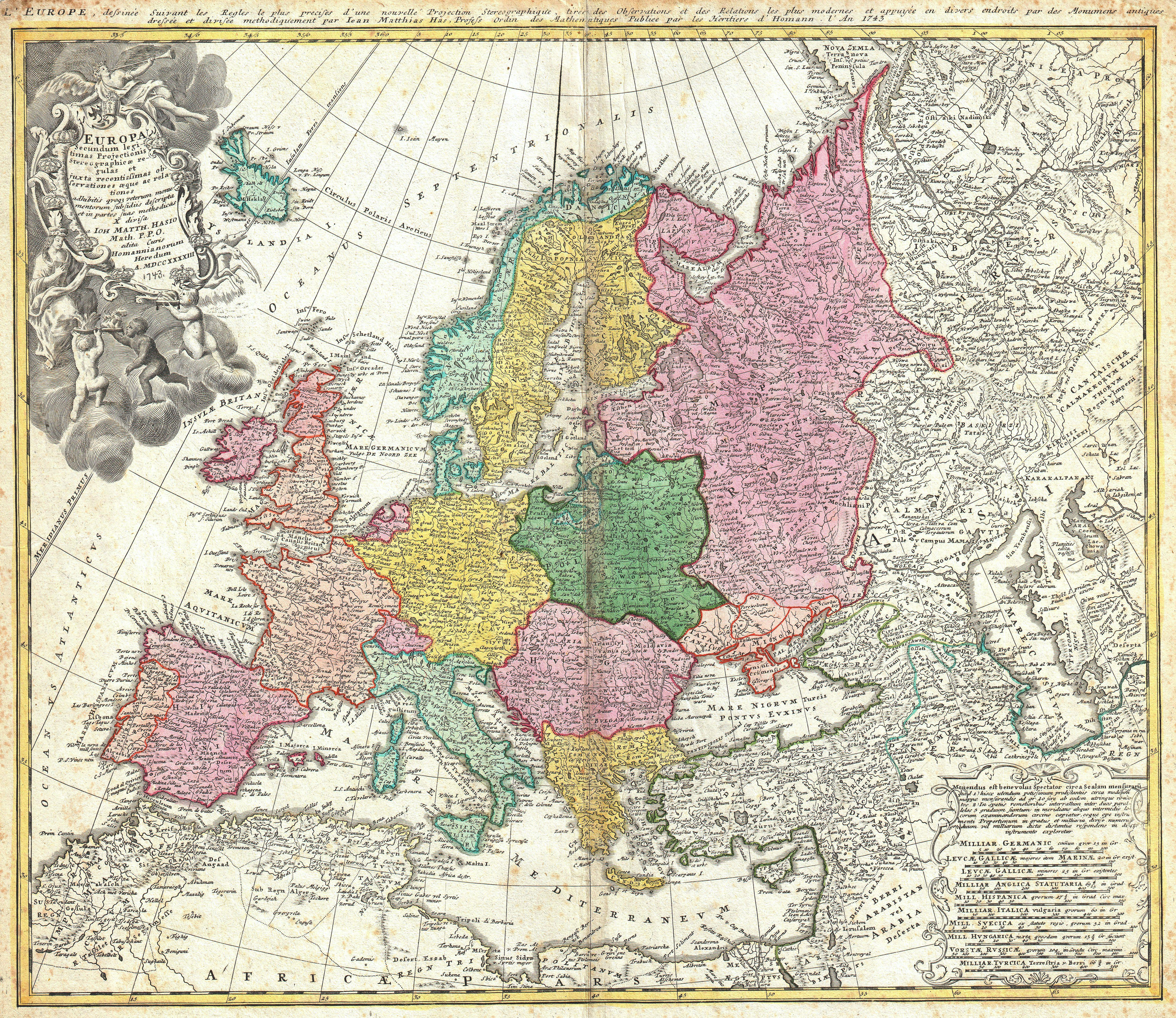
Europa w 1743 roku

Traktat Loewenwolda, przymierze trzech czarnych orłów – podpisany 13 września 1732 roku w Wiedniu tajny układ, pomiędzy Austrią i Rosją (13 grudnia dołączyły do niego Prusy), dotyczący sukcesji tronu w Polsce w razie spodziewanej niedługo śmierci Augusta II. Nigdy nie ratyfikowany, traktat ten był w rzeczywistości manewrem dyplomatycznym Rosji i Austrii, które chciały odciągnąć Prusy od powstającego właśnie sojuszu sasko-francuskiego. Najważniejszym jego celem było niedopuszczenie do przedłużenia unii polsko-saskiej.
Sygnatariusze układu zobowiązali się wzajemnie, że podczas wolnej elekcji po śmierci Augusta II nie poprą przedstawiciela dynastii Wettynów ani Stanisława Leszczyńskiego. Uzgodniono wspólnego kandydata, którym został portugalski infant Don Emanuel Bragança. Uzgodniono także, że w wypadku wygaśnięcia w księstwie Kurlandii i Semigalii rodu Kettlerów, by uniemożliwić wcielenie tych ziem do Rzeczypospolitej, mocarstwa osadzą na tronie kurlandzkim królewicza pruskiego Augusta Wilhelma Hohenzollerna. Porozumienie zostało wynegocjowane przez rosyjskiego posła w Berlinie – Karla Gustawa von Loewenwolde. Układ był skierowany przeciwko Francji, popierającej Stanisława Leszczyńskiego i związanej traktatem sojuszniczym z Saksonią.
Mocarstwa starały się wykazać pozory praworządności i wykorzystały to, że Stanisław Leszczyński był na mocy konstytucji sejmowych, inspirowanych przez Augusta II, skazany na banicję, co pociągało za sobą również niemożność sprawowania urzędów w Polsce i Litwie. Rozmieszczenie wojsk na granicach Rzeczypospolitej uzasadniono więc przewrotnie ochroną polskiej wolności do swobodnego wyboru władcy i uniemożliwieniem obcym mocarstwom (Francja) narzucenia Polakom banity.
Traktat ten był nazywany przymierzem trzech czarnych orłów ze względu na herby każdego z trzech państw (Austrii, Rosji i Prus), na których widniały czarne orły (cesarski i carski dwugłowe, pruski jednogłowy).
Aby zapewnić sobie możliwość intronizacji, Fryderyk August Wettin zawarł porozumienia z Austrią (17
lipca 1733) i z Rosją (25 sierpnia), zrzekając się w zamian odpowiednio praw do tronu austriackiego i kurlandzkiego. Osiągnięcie tronu przez Augusta III Sasa było sprzeczne z planami Prus, które wkrótce zerwały sojusz z Rosją i Austrią, a w wojnie sukcesyjnej zachowały neutralność.
Traktat był wyraźną porażką dyplomacji pruskiej. Według oceny historyka: Mniejsza o to, że Prusy figurowały w tym traktacie jako strona skrępowana i wyprowadzona w pole: obiecano im za nieprzeszkadzanie we wspólnej akcji Kurlandię, a potem odwleczono ratyfikację umowy. Grunt w tym, że nad Rzeczpospolitą zacisnęło się przymierze trzech czarnych orłów celem pogwałcenia wolnej elekcji.